# Tyrekalven Baldur
|  | Denne artikel er oprettet af botten PalnaBot ud fra en ekstern database. Den kan derfor have sproglige fejl eller mangler. Denne skabelon kan fjernes efter kontrol af indholdet. |

Tyrekalven Baldur er en børnefilm instrueret af Adam Schmedes efter manuskript af Peter I. Lauridsen, Dorthe Rosenørn Schmedes, Bor Thierry.

## Handling
Mange nyfødte tyrekalve slås ihjel, fordi det ikke er rentabelt at opfodre dem. Den praksis har man ikke på gården, hvor Baldur fødes. En anden nyfødt tyrekalv afvises af sin mor. De to kalve sættes i bås ved siden af hinanden. Forskellen på de to er slående; Baldur er temperamentsfuld, den anden er rolig. De to får en stedmor, en sutteko, som har født de kalve, hun skal. Suttekoen er ikke tilfreds med at blive taget ud af flokken for at blive stedmor, og de andre køer brøler deltagende, mens de følger med i, hvad der sker. Sammen tilbringer de tre sommeren på en mark langt fra gården. De to kalve er koen sidste job, inden hun skal slagtes. Baldur kommer på en tyrestation, og hans sædkvalitet vil afgøre hans videre skæbne. Kun de bedste bliver avlstyre. Den anden kalv slagtes, 1 år gammel. Filmen viser en del af køernes indre verden, deres følsomhed, fællesskab og nænsomheden, når to nyfødte tyrekalve mødes.